# Ключ 20
| 勹                     | 勹                 | 勹                 |
| ---------------------- | ------------------ | ------------------ |
| 19                     | 20                 | 21                 |
| Піньінь:               | bāo                | bāo                |
| Чжуїнь:                | ㄅㄠ               | ㄅㄠ               |
| Вейд-Джайлз:           | pao1               | pao1               |
| Ютпхін:                | baau1              | baau1              |
| Он:                    |                    |                    |
| Кун:                   | つつむ tsutsumu    | つつむ tsutsumu    |
| Кандзі:                | 包構 tsutsumigamae | 包構 tsutsumigamae |
| Хун:                   | 쌀 ssal            | 쌀 ssal            |
| Им:                    | 포 po              | 포 po              |
| Індекс у Вікісловнику: | 勹                 | 勹                 |

Ключ 20 — ієрогліфічний ключ, що означає обгортати і є одним із 23 (загалом існує 214) ключів Кансі, що складаються з двох рисок. 
У Словнику Кансі 64 символи із 40 000 використовують цей ключ.

## Символи, що використовують ключ 20

Як писати ієрогліф.

| кількість рисок | ієрогліфи               |
| --------------- | ----------------------- |
| без додаткових  | 勹                      |
| 1 додаткова     | 勺                      |
| 2 додаткові     | 勻 勼 勽 勾 勿 匀 匁 匂 |
| 3 додаткові     | 匃 匄 包 匆 匇          |
| 4 додаткові     | 匈                      |
| 5 додаткових    | 匉                      |
| 6 додаткових    | 匊 匋 匌                |
| 7 додаткових    | 匍                      |
| 8 додаткових    | 匎                      |
| 9 додаткових    | 匏 匐                   |
| 10 додаткових   | 匑 匒                   |
| 11 додаткових   | 匓                      |
| 14 додаткових   | 匔                      |